# Státní znak Austrálie
Státní znak Austrálie,  anglicky Commonwealth Coat of Arms, je jeden ze symbolů federálního státu Austrálie, oficiálně zvaného Australské společenství (anglicky Commonwealth of Australia) a v českém prostředí též Australský svaz.
Štít se symboly šesti australských států podpírají zástupci původní australské fauny: klokan a emu. Sedmicípá Hvězda svazu (anglicky Commonwealth Star) nad štítem opět představuje státy a teritoria. Znak je doplněn svazkem větviček akácie s listy a plody, svázaným stuhou.

## Historie
Původní znak Austrálii propůjčil anglický král Eduard VII. dne 7. května 1908, ten současný pak král Jiří V. 19. září 1912, i když verze z roku 1908 se ještě nějakou dobu používala, např. na australské šestipenci až do roku 1966.
První znak tvořil prostý štít dvou barev - bílé a modré. Na štítu byl kříž svatého Jiří, s pěti šesticípými bílými hvězdami přímo v kříži a se šesti malými štíty kolem kraje štítu. Štít nesli klokan a emu, kteří stáli na travnaté vyvýšenince, a nad štítem byla sedmicípá zlatá Hvězda federace na bílém a modrém věnci. K úpatí travnaté vyvýšeniny byl vložen nápis 'Advance Australia'.

Australský státní znak (1908–1912)
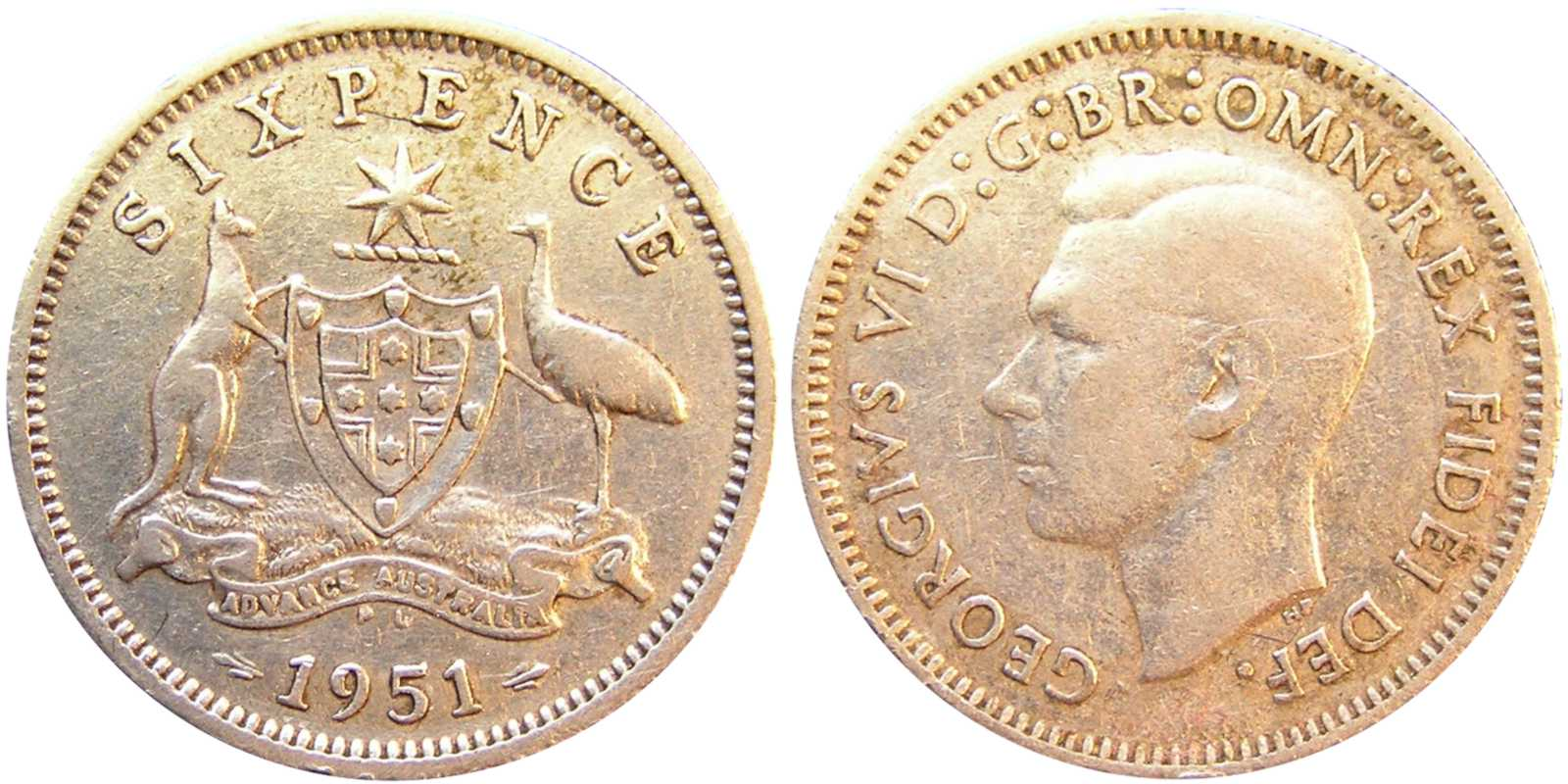
Šestipence z roku 1951

## Symbolika státního znaku
Ve znaku je štít, v jehož poli se nacházejí symboly ze znaků šesti australských států tvořících federaci. V horní polovině jsou zprava doleva znaky států Nový Jižní Wales, Victoria a Queensland. V dolní polovině zprava doleva Jižní Austrálie, Západní Austrálie a Tasmánie.
| Stát              | Znak | Popis                                       |
| ----------------- | ---- | ------------------------------------------- |
| Nový Jižní Wales  |      | Kříž svatého Jiří se lvem a hvězdami        |
| Victoria          |      | Imperiální koruna a souhvězdí Jižního kříže |
| Queensland        |      | Modrý maltézský kříž a koruna               |
| Jižní Austrálie   |      | Piping shrike (druh australské straky)      |
| Západní Austrálie |      | Labuť černá                                 |
| Tasmánie          |      | Červený lev                                 |

### Hvězda
V klenotu znaku na zlatomodré točenici je zlatá sedmicípá hvězda. Jejích šest cípů reprezentuje šest původních australských států, sedmý cíp všechna australská teritoria. Štít je lemován obrubou hranostajové kožešiny, která symbolizuje nedělitelnost státu.

### Zvířata
Štítonoši jsou klokan rudý (vpravo) a emu hnědý (vlevo). Stali se neoficiálními zvířecími symboly Austrálie, protože se obě zvířata coby endemit vyskytují pouze na australském kontinentu a pravděpodobně jsou nejznámějšími z australských zvířat dost velkých na to, aby je bylo možné jako nosiče štítu zobrazit. Dalším důvodem je fakt, že nedovedou snadno chodit pozadu, což má symbolizovat pokrok země, její směřování vpřed.
Dále se tvrdí, že klokan musí být zcela zjevně samec.

### Rostlina
V pozadí je svazek větví rostliny Acacia pycnantha Benth., akácie v Austrálii známé jako Golden Wattle, i když její zobrazení na znaku není zcela přesné.
K výběru akácie za národní květinu Austrálie vedlo hned několik důvodů. V době květu má australské národní barvy: zelenou a zlatou. Je symbolem jednoty, protože roste v celé Austrálii. Dokáže se výtečně vyrovnávat se suchem, větrem i požáry v buši, takže je odolná a vytrvalá jako sami Australané.
V poslední době se užívá také jako symbol nezapomínání na minulost. Australané bývají vyzýváni, aby nosili snítku akácie ve dnech státního smutku.
Ozdobit státní znak právě akácií navrhl v roce 1912 tehdejší předseda vlády Andrew Fisher.

### Stuha
V dolní části znaku je stuha s nápisem Australia. Stuha není oficiální součástí znaku.

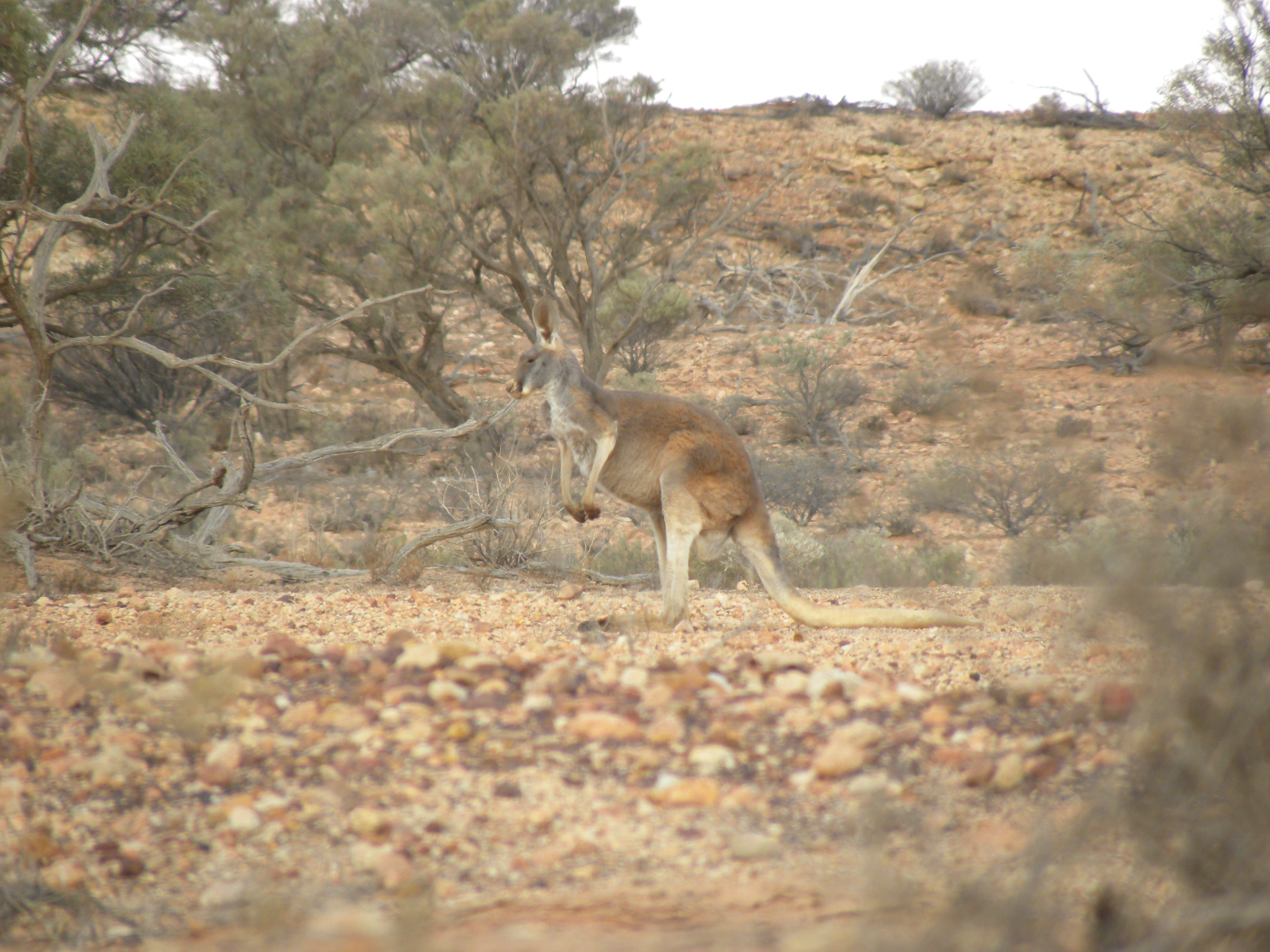
Klokan rudý
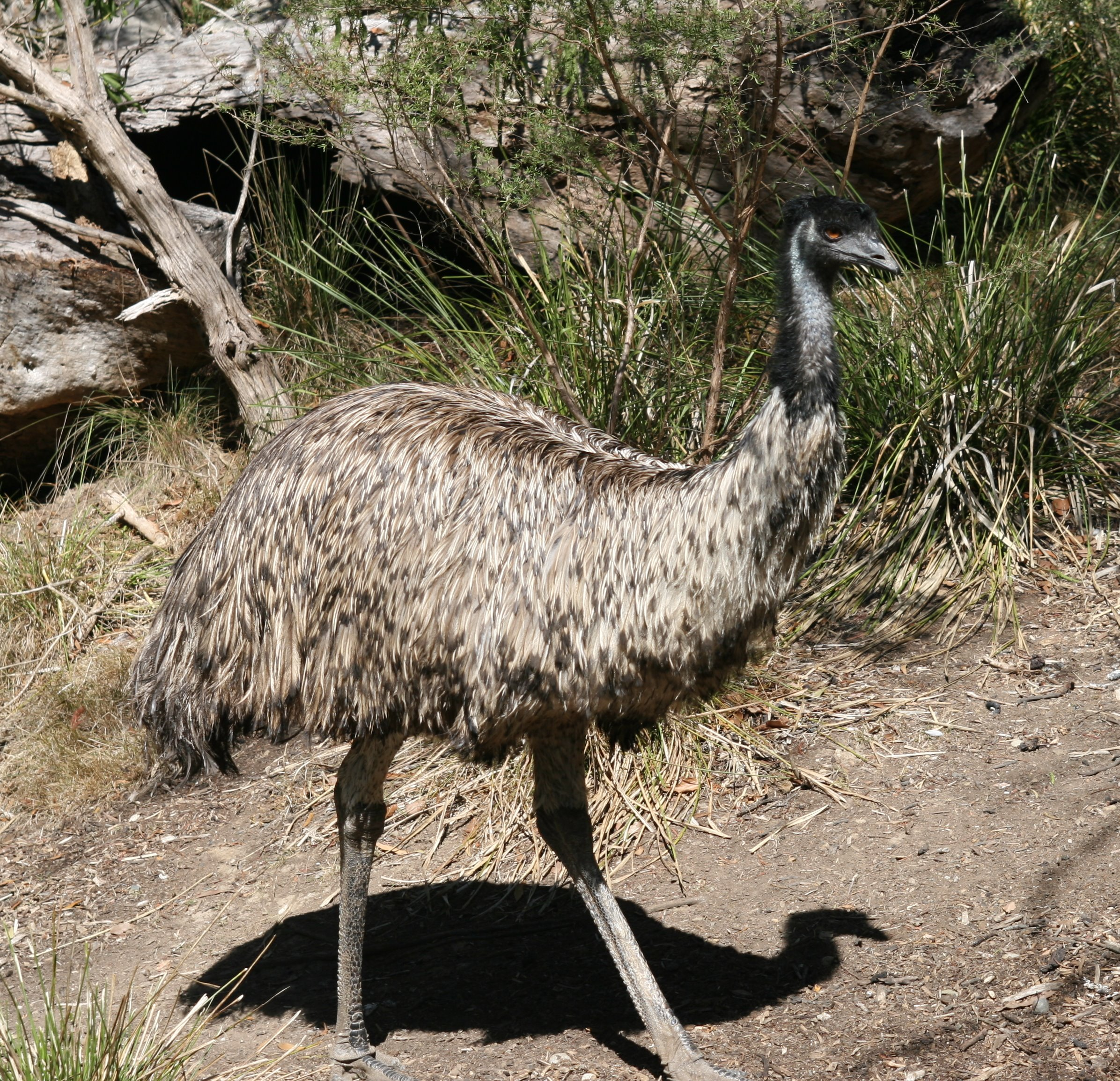
Emu hnědý
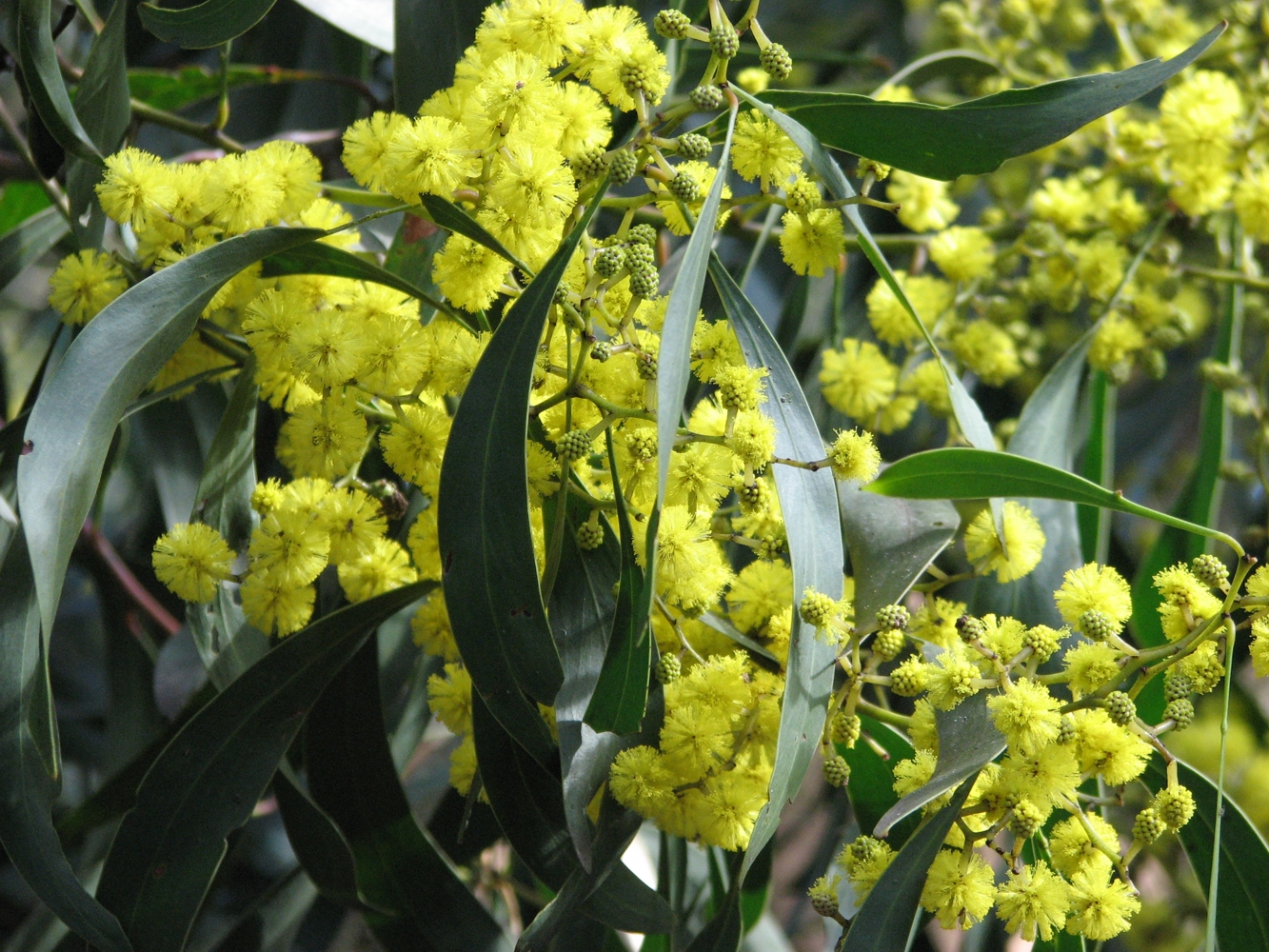
Acacia pycnantha

## Znaky australských států a teritorií
Austrálie se skládá ze šesti států a mnoha teritorií. Pevninská Austrálie je tvořena pěti státy a třemi teritorii (včetně malého Teritoria Jervis Bay, které je součástí Teritoria hlavního města), šestý australský stát (ostrov Tasmánie) leží na jih od mateřské Austrálie. K Austrálii patří ještě šest ostrovních, externích, teritorií.

Znak Canberry (Teritorium hlavního města)
Znak Nového Jižního Walesu
Znak Victorie
Znak Queenslandu
Znak Jižní Austrálie
Znak Západní Austrálie
Znak Tasmánie
Znak Severního teritoria

### Znaky zámořských území

Znak Norfolku
Znak Vánočního ostrova
Znak Kokosových ostrovů